# So Far Away (canción de Carole King)
«So Far Away» es una canción escrita por Carole King que apareció en su álbum de 1971, Tapestry. La grabación incluye a James Taylor en la guitarra. La canción ha sido regrabada por Rod Stewart y Tina Arena, en los álbumes Tapestry Revisited y Songs of Love & Loss, respectivamente.
En 2002, Reba McEntire cantó la canción en uno de los programas de su serie televisiva Reba.
En 2008, el baterista Russ Kunkel y el grupo Chateau Beach versionaron la canción en su álbum Rivage.
El 26 de julio de 2011, el funeral de la cantante británica Amy Winehouse terminó con una interpretación de la canción (esta era la canción favorita de Amy Winehouse).

## Posicionamiento en listas
| Lista (1971)       | Posición |
| ------------------ | -------- |
| Adult Contemporary | 3        |
| Pop Singles        | 14       |